# Соботович Емлен Володимирович
Емлен Володимирович Соботович (25 листопада 1927, місто Ленінград — 10 березня 2013, місто Київ) — вчений-геохімік, космохімік, радіогеохімік і радіоеколог – фундатор ізотопно-геохімічних методів досліджень літосфери, гідросфери, біосфери і космічних об'єктів. Академік НАН України. Директор Інституту геохімії навколишнього середовища НАН та МНС України.

## Родина
Народився в родині військовослужбовця. 

## Освіта
- У 1948 році закінчив Ростовське-на-Дону морехідне училище.
- З 1949 до 1954 року навчався на хімічному факультеті Ленінградського держуніверситету.

## Академічні звання
- Кандидат хімічних наук (1958),
- доктор геолого-мінералогічних наук (1967),
- професор (1971),
- член-кореспондент НАН України (1988),
- академік НАН України (1992).

## Кар'єра
- З 1954 до 1967 року Е.В.Соботович пройшов шлях від аспіранта до старшого наукового співробітника і виконувача обов'язків завідувача лабораторії Радієвого інституту АН СРСР. Тут він захистив кандидатську дисертацію за фахом "радіохімія" і докторську дисертацію на тему "Космохімія і геохімія ізотопів свинцю".
- На пропозицію директора Інституту геохімії і фізики мінералів АН УРСР академіка М. П. Семененка у 1969 році Е. В. Соботович перейшов працювати в Київ заввідділу ядерної геохімії та космохімії.
- Організатор і керівник Відділення радіогеохімії навколишнього середовища – заступник директора з наукової роботи Інституту геохімії, мінералогії та рудоутворення НАН України (1991-1995),
- директор Державного наукового центру радіогеохімії навколишнього середовища НАН та МНС України (1995-2001),
- директор Інституту геохімії навколишнього середовища НАН та МНС України (від 2001).

З перших днів аварії на Чорнобильській АЕС Е.В.Соботович брав активну участь в ліквідації її наслідків. Безпосередньо керував в зоні ЧАЕС науковими роботами і експериментами по зменшенню виносу радіоактивних речовин у Дніпро й вивченню міграції радіонуклідів. Все це дозволило йому зайняти достойне місце в когорті видатних вчених, які збагатили науку фундаментальними працями. 
У 1991 році відділ ядерної геохімії і космохімії, очолюваний Е.В.Соботовичем, реорганізовується у Відділення радіогеохімії навколишнього середовища. У 1995 році на базі цього відділення та Відділення металогенії ІГМР створюється Державний науковий центр радіогеохімії навколишнього середовища НАН та МНС України, який у 2001 році перейменований в Інститут геохімії навколишнього середовища НАН та МНС України. 

## Наукові праці
- У 1970 році вийшла в світ перша його монографія "Изотопы свинца в геохимии и космохимии".

Наступні його численні праці, 
- "Изотопно-геохимические методы оценки степени взаимосвязи подземных и поверхностных вод" (1977),
- "Справочник по изотопной геохимии" (1982),
- "Ранняя история Земли" (1973, 1984),
- "Физические и физико-химические методы анализа при геохимических исследованиях" (1986).

Вивчав ізотопний, хімічний і мінеральний склад та структурні особливості космічного пилу, метеоритів, місячного "ґрунту", астроблем, зразків видозмінених порід під впливом тунгуського феномена. Одержані дані вчений інтерпретує з погляду еволюції космічної речовини, походження планет Сонячної системи, зоряного нуклеосинтезу. В процесі досліджень з'явилися праці:
- “Изотопная космохимия” (1974),
- “Космическое вещество в земной коре" (1976),
- "Космическое вещество в океанических осадках и ледниковых покровах" (1978),
- ”Вещество метеоритов” (1984),
- ”Происхождение метеоритов” (1985),
- "Метеориты Украины" (1987) та інші

Е. В. Соботович розробив і впровадив у науку і геологічну практику досить надійні методи ядерної геохімії. Широко застосовується розроблений ним принципово новий метод свинцево-ізохронного датування гірських порід і космічних утворень (1963-1967). Зокрема, в Україні в 1961 році вперше було знайдено гранітоїди віком 3 млрд років. Вперше у світі для деяких геологічних утворень було отримано вік понад 4 млрд років (Алдан, Антарктида). 
Велике наукове і практичне значення мають роботи Е.В.Соботовича в галузі охорони навколишнього середовища, зокрема деякі аспекти ліквідації наслідків Чорнобильської катастрофи містять у собі:
- Брошура “Ядерная энергетика и окружающая среда (1988)“
- монографії “Геохимия техногенеза“, ”Радиогеохимия в зоне влияния Чернобыльской АЭС” (1992),
- розділи в монографії ”Чернобыльская катастрофа” (1995), ”Геохимия техногенных радионуклидов” (2002)

Надалі основні напрями його діяльності були пов'язані з трьома проблемами: 
- реабілітація забруднених територій;
- радіогеохімія;
- поводження з радіоактивними відходами.

Перелік його наукових робіт нараховує близько 600 найменувань. Під редакцією Е.В.Соботовича в Інституті видається “Збірник наукових праць ІГНС”, він є членом редколегій багатьох наукових журналів і відповідальним редактором багатьох монографій. 

## Педагог
Безпосередньо під його керівництвом підготовлено 4 доктори і більше 25 кандидатів наук. Також він очолює кваліфікаційну раду за фахом "екологічна безпека”; геологічні науки. 

## Відзнаки
- Заслужений діяч науки і техніки України (1986).

Нагороджений: 
- Орденом "За заслуги" III ступеня (1997)
- почесним знаком МНС України (1997) за активну діяльність з ліквідації наслідків аварії на ЧАЕС;
- почесним знаком Держкомгеології за заслуги у розвідці надр України (1998),
- численними урядовими та відомчими подяками, значками та грамотами.

У 2000 році одержав державну премію за дослідження Світового океану. 